# ラーズ・アンダーソン
ラーズ・アンダーソン（Lars Anderson、本名：Lawrence George Heiniemi、1939年3月14日 - ）は、アメリカ合衆国の元プロレスラー。ミネソタ州ミネアポリス出身。
1960年代から1980年代にかけて一世を風靡したタッグチーム・ユニット、ミネソタ・レッキング・クルーのオリジナル・メンバーとして知られる。

## 来歴
ミネソタ州立大学時代はAAU3連覇を果たすなどレスリングの選手として活躍。その後バーン・ガニアにスカウトされ、1965年8月に地元ミネアポリスのAWAにて、ラリー・ハイニエミ（Larry Heiniemi）の名義でデビュー。ベビーフェイスのポジションで活動し、AWAの新人賞も獲得した。
1966年、ジン・アンダーソンのパートナーとなってヒールに転向して、ラーズ・アンダーソン（Lars Anderson）と改名。実際には血縁関係はないものの、ジンの「弟」と称してミネソタ・レッキング・クルー（The Minnesota Wrecking Crew）を結成、NWAジョージア地区にてエンリケ&ラモンのトーレス兄弟を抗争相手に、1967年4月にはジョージア版のNWA世界タッグ王座を奪取した。
1960年代末からは新メンバーのオレイ・アンダーソンを後任にしてユニットを離れ、職人肌のレスラーとして世界各地を転戦。1969年10月にはオーストラリアにてディック・マードックとのコンビでIWA世界タッグ王座を獲得している。1970年9月には日本プロレスに初来日、アマチュア時代からの旧友ボブ・ループと組んで『第1回NWAタッグ・リーグ戦』に出場した。1971年は古巣のAWAにて、ハーリー・レイスに代わるラリー・ヘニングの新パートナーも務めている。
1973年4月にはAWAルートでマッドドッグ・バションやエドワード・カーペンティアと共に国際プロレスに来日。4月27日には宮城県スポーツセンターにてラッシャー木村と、5月14日には船橋ヘルスセンターにてストロング小林と、それぞれ金網デスマッチで対戦した。国際プロレスには同年9月の『第5回IWAワールド・シリーズ』にも参戦し、予選リーグにて小林から勝利を収めベスト4の決勝トーナメントに進出。準決勝でグレート草津と対戦するも両者KOで失格となった（決勝はラッシャー木村とブラックジャック・マリガンで争われ、マリガンを破った木村が優勝）。9月27日には愛知県体育館にて、木村との金網デスマッチの再戦も行われている。
以降もAWAを主戦場に、AWA世界ヘビー級王者バーン・ガニアをはじめ、クラッシャー・リソワスキー、ビル・ロビンソン、ワフー・マクダニエル、レッド・バスチェン、クリス・テイラー、ケン・パテラ、イワン・プトスキー、ジェフ・ポーツ、グレッグ・ガニア、ジム・ブランゼルらと対戦。タッグではバディ・ウォルフと組んで活動した。1975年にはアメリカ北東部の新団体IWAにも出場、ミル・マスカラスが保持していたIWA世界ヘビー級王座に挑戦している。
1970年代後半はNWAの南部テリトリーを転戦して、1977年はフロリダ地区にてジャック・ブリスコやダスティ・ローデスと抗争を展開。9月20日にタンパ、12月15日にジャクソンビルと、2度に渡りローデスからフロリダ・ヘビー級王座を奪取するなど、シングルでの実績も残している。1978年からはジョージア地区に戻り、ミネソタ・レッキング・クルーに再加入。オレイ・アンダーソンとのコンビで同年2月27日にミスター・レスリング2号&トニー・アトラス、4月28日にサンダーボルト・パターソン&トミー・リッチ、1980年6月8日にイワン・コロフ&アレックス・スミルノフを破り、ジョージア・タッグ王座を3回獲得した。オレイとは仲間割れを起こし、会場の照明を落として試合を行うライツ・アウト・マッチやボクシング・マッチなどのデスマッチ形式で分裂抗争を繰り広げたこともある。このときはベビーフェイスのポジションに回り、テリー・ファンクとも抗争を展開した。

### ハワイでの活動
1983年、前年に死去したピーター・メイビアの未亡人リア・メイビア（ザ・ロックの祖母）に招かれ、ヘッド・ブッカーとしてハワイのポリネシアン・パシフィック・レスリング（PPW）に参画。ピーター・メイビアの死後、開店休業状態だった同団体の再建に尽力する。
1985年8月3日にはアロハ・スタジアムにおいて、NWA（世界王者リック・フレアー、ダスティ・ローデス、マグナムTA、ニキタ・コロフ、クラッシャー・クルスチェフ、ケビン・サリバン）、WWF（アンドレ・ザ・ジャイアント、ジミー・スヌーカ、キングコング・バンディ）、新日本プロレス（アントニオ猪木、藤波辰巳）、さらにはフリーランスのブルーザー・ブロディなど、各団体からトップスターを招聘してビッグイベントを開催、2万人近い観客を動員した（アンドレらWWF勢は新日本プロレス経由のブッキングだったが、当時のアメリカのマット界はWWFとNWAのレスリング・ウォーが激化しており、両団体の選手が同じ興行に出場するのはアメリカ本土では実現不可能なことだった）。
選手としてもリングに出場し、メイビアの娘婿のロッキー・ジョンソンと共にPPWのエース格となって活躍。1983年から1986年にかけて、バッドニュース・アレンらを破りフラッグシップ・タイトルのポリネシアン・パシフィック・ヘビー級王座を通算5回獲得した。新日本プロレスと提携していたことから、1984年8月15日には坂口征二と組んで同タッグ王座にも戴冠している。
以降もジェリー・ローラーやケリー・フォン・エリックら大物をブッキングするなど手腕を振るっていたが、団体の運営を巡りメイビア派とトラブルを起こしPPWを脱退。選手の供給ルートを失ったPPWも1988年に活動を停止した。
その後、1996年にレスリング・アカデミー併設のインディー団体ワールド・リーグ・レスリング（ハーリー・レイスが主宰する同名の団体とは別組織）をハワイで旗揚げし、2000年まで運営していた。
2010年、ジンやオレイと共にNWA殿堂に迎えられた。

## 得意技
- パイルドライバー[1]
- ブレーンバスター
- エルボー・スマッシュ

## 獲得タイトル
チャンピオンシップ・レスリング・フロム・フロリダ
- NWAフロリダ・ヘビー級王座：2回[15]

ジョージア・チャンピオンシップ・レスリング
- NWA世界タッグ王座（ジョージア版）：1回（w / ジン・アンダーソン）[3]
- NWA南部タッグ王座（ジョージア版）：2回（w / ジン・アンダーソン）[22]
- NWAジョージア・タッグ王座：3回（w / オレイ・アンダーソン）[16]

NWAサンフランシスコ
- NWA世界タッグ王座（サンフランシスコ版）：1回（w / ポール・デマルコ）[23]

ワールド・チャンピオンシップ・レスリング
- IWA世界タッグ王座（オーストラリア版）：1回（w / ディック・マードック）[4]

アメリカン・レスリング・アソシエーション
- AWA中西部ヘビー級王座：1回[24]
- AWA中西部タッグ王座：1回（w / ラリー・ヘニング）[25]

ポリネシアン・パシフィック・レスリング
- ポリネシアン・パシフィック・ヘビー級王座：5回[19]
- ポリネシアン・パシフィック・タッグ王座：1回（w / 坂口征二）[20]

ナショナル・レスリング・アライアンス
- NWA殿堂：2010年[21]